# 板橋勇仁
板橋 勇仁（いたばし ゆうじん、1971年 - ）は、日本の哲学者、立正大学文学部哲学科教授、立正大学大学院文学研究科長。
1994年、上智大学文学部哲学科卒業。2000年、上智大学大学院哲学研究科博士後期課程修了。博士（哲学）。日本学術振興会特別研究員ＰＤを経て、2002年、立正大学文学部講師、2014年より教授。西田哲学会理事。
西田幾多郎を中心とした明治以降の日本哲学、およびフィヒテや新カント学派、アルトゥル・ショーペンハウアーといった、近現代の広義のドイツ超越論哲学における「論理」の意味を研究している。

## 単著
- 『西田哲学の論理と方法　徹底的批評主義とは何か』 法政大学出版局　2004
- 『歴史的現実と西田哲学　絶対的論理主義とは何か』 法政大学出版局　2008

## 共著
- 『知の軌跡』共編、北樹出版、2004年
- 『ショーペンハウアー読本』齋藤智志、高橋陽一郎、板橋勇仁共編、法政大学出版局、2007年
- 『昭和前期の科学思想史』金森修編著、勁草書房、2011年

## 動画
- 山田真由美×板橋勇仁：こわばる身体がほどけるとき〜西田幾多郎を読み直す〜【論壇チャンネルことのは】

## 参考
- 立正大学教員情報
- 板橋研究室（本人によるホームページ）
- 立正大学大学院文学研究科哲学専攻